# Stanisław Janas
Stanisław Janas (ur. 15 listopada 1953 w Mielcu) – polski polityk, działacz związkowy, poseł na Sejm II, III i IV kadencji.

## Życiorys
Ukończył w 1977 studia na Wydziale Technologii i Mechanizacji Akademii Górniczo-Hutniczej w Krakowie. Początkowo pracował jako technolog i mistrz odlewni, w 1983 objął funkcję przewodniczącego NSZZ Pracowników Wytwórni Sprzętu Komunikacyjnego PZL Mielec. W 1992 został przewodniczącym Związku Zawodowego Przemysłu Elektromaszynowego. Zasiadł w prezydium i radzie Ogólnopolskiego Porozumienia Związków Zawodowych.
Należał do Polskiej Zjednoczonej Partii Robotniczej. W 1993, 1997 i 2001 z ramienia Sojuszu Lewicy Demokratycznej uzyskiwał mandat poselski z okręgu rzeszowskiego. W 1999 był jednym z wiceprzewodniczących SLD. W marcu 2004 przeszedł do Socjaldemokracji Polskiej. W 2005 bez powodzenia ubiegał się o reelekcję. W październiku 2015 z ramienia OPZZ został członkiem nowo powstałej Rady Dialogu Społecznego.

## Odznaczenia
- Krzyż Kawalerski Orderu Odrodzenia Polski (za wybitne zasługi w działalności związkowej, za osiągnięcia w pracy zawodowej, 2009)[3][4]
- Medal „Pro Memoria” (2005)[5]